# Samurai Warriors 5
Samurai Warriors 5, conocido en Japón como Sengoku Musou 5 (戦国無双5), es un juego de hack and slash de Koei Tecmo, y un reinicio de la serie Samurai Warriors , parte de la larga serie Warriors de juegos de hack and slash publicados por Koei Tecmo. Anunciado durante una presentación de Nintendo Direct el 17 de febrero de 2021, se dijo que el juego era una "nueva reinvención" de la franquicia, con una historia completamente nueva, diseños de personajes renovados y una nueva presentación visual. Fue lanzado en Japón en junio de 2021 para Nintendo Switch, PlayStation 4, Xbox One, con lanzamiento mundial en julio de 2021 para esas plataformas y PC a través de Steam.

## Jugabilidad
Al igual que los juegos anteriores, el juego es un hack and slash, en el que el jugador se enfrenta a cientos de soldados enemigos en un campo de batalla, cuyo objetivo suele ser la derrota de un comandante enemigo. El juego presenta un nuevo Hyper Attack, que le permite al jugador recorrer grandes distancias mientras ataca a los enemigos, y Ultimate Skill, aumentos que, dependiendo de su tipo, se pueden usar para continuar combos, regenerar Musou Gauge, aturdir a los enemigos o lanzar una andanada. de ataques. El juego utiliza un estilo artístico que se asemeja a la pintura tradicional japonesa.

## Historia
El alcance del juego del período Sengoku es limitado en contraste con los juegos anteriores. Samurai Warriors 5 se centra en los eventos que condujeron al Incidente de Honnō-ji, con Oda Nobunaga y Akechi Mitsuhide como figuras prominentes de la historia.

## Personajes
Todo el elenco de personajes ha sido ampliamente rediseñado con respecto a encarnaciones anteriores (con la excepción de Katsuyori Takeda, que conserva su diseño original de Samurai Warriors: Spirit of Sanada). La cantidad de personajes jugables también se redujo en comparación con el juego principal anterior, Samurai Warriors 4 (que presentaba 55 personajes jugables), con solo 37 personajes jugables, 21 que regresan y 16 nuevos (10 de los personajes son personajes secundarios que significa que no se pueden jugar en el modo Historia y no tienen Power Attacks únicos ni una Ultimate Skill única).
* Indica personajes secundarios que no se pueden jugar en el modo Historia y no cuentan con Power Attacks únicos y una habilidad máxima única
** Indica personajes con dos versiones jugables que consisten en contrapartes juveniles y maduras
| SW                 | SW2             | SW3                | SW4                 | SW5                  |
| ------------------ | --------------- | ------------------ | ------------------- | -------------------- |
| Hattori Hanzō      | Tokugawa Ieyasu | Shigeharu Takenaka | Matsunaga Hisahide  | Saitō Dōsan*         |
| Hashiba Hideyoshi  | Shibata Katsuie | Kuroda Kanbei      | Takeda Katsuyori*   | Mitsubuchi Fujihide* |
| Uesugi Kenshin     | Azai Nagamasa   | Mōri Motonari      | Kobayakawa Takakage | Nakamura Kazuuji     |
| Saika Magoichi     | Maeda Toshiie   |                    |                     | Mitsuki              |
| Akechi Mitsuhide** |                 |                    |                     | Kikkawa Motoharu*    |
| Oda Nobunaga**     |                 |                    |                     | Okabe Motonobu*      |
| Nōhime             |                 |                    |                     | Oda Nobuyuki*        |
| Oichi              |                 |                    |                     | Momochi Sandayū      |
| Shingen Takeda     |                 |                    |                     | Sena                 |
| Honda Tadakatsu    |                 |                    |                     | Yamanaka Shikanosuke |
| Imagawa Yoshimoto  |                 |                    |                     | Mōri Terumoto*       |
|                    |                 |                    |                     | Saitō Toshimitsu     |
|                    |                 |                    |                     | Yasuke               |
|                    |                 |                    |                     | Ashikaga Yoshiaki*   |
|                    |                 |                    |                     | Asakura Yoshikage*   |
|                    |                 |                    |                     | Saitō Yoshitatsu*    |

## Música
A diferencia de las colaboraciones de música electrónica y tradicional japonesa en los juegos anteriores de Samurai Warriors, Samurai Warriors 5 reemplaza en gran medida la música electrónica a favor del rock y la música orquestal, mientras mantiene la música tradicional japonesa completamente intacta.

## Recepción
El juego ha recibido críticas positivas, convirtiéndose en la entrada mejor calificada de la serie, con Famitsu otorgando una puntuación de 35 sobre 40 para todas las versiones del juego. La versión para PlayStation 4 de Samurai Warriors 5 vendió 55 675 copias físicas durante su primera semana a la venta en Japón, lo que lo convirtió en el segundo juego minorista más vendido de la semana en el país. La versión de Nintendo Switch vendió 38.691 copias durante la misma semana en Japón, lo que lo convierte en el tercer juego minorista más vendido de la semana en el país.